# イワン・ジョルトーフスキー
イワン・ジョルトーフスキー（Ivan Zholtovsky、1867年11月27日 - 1959年7月16日）は、ロシアの建築家。また、古典建築の研究家でもあった。
建築において、クラシシズムの伝統をいかに生かすかをテーマに建築を思考し、独自の建築理論を探求し作品において具現化した。1900年より、ストロガノフ芸術産業専門学校にて教鞭を執る。代表作として、国際親光委員会「インツーリスト」（旧モホヴヤヤ通りの集合住宅）、タラーソフ邸、中央火力発育所、ロシア国立銀行、などがある。